# Magnetno polje
Magnétno pólje je prostor okrog trajnih magnetov ali vodnikov, po katerih teče električni tok, v katerem se lahko zazna magnetno silo in magnetni navor. Določeno je z gostoto magnetnega polja.

## Silnice
V magnetnem polju se lahko vpelje silnice, ki imajo v vsaki točki prostora smer tangente na smer magnetnega polja. Za razliko od silnic električnega polja, ki imajo svoj izvor v pozitivnem naboju in ponor v negativnem naboju, so silnice magnetnega polja zaključene zanke (izjemoma lahko potekajo iz neskončnosti v neskončnost). Zato se reče, da je magnetno polje brezizvirno. Izjava o brezizvirnosti polja je enakovredna matematičnemu pogoju, da je v vsaki točki prostora divergenca gostote magnetnega polja enaka nič, kar predstavlja eno od Maxwellovih enačb:
{\displaystyle \nabla \cdot \mathbf {B} =0\!\,.}
Ta nenavadna značilnost magnetnega polja je posledica tega, da gostota magnetnega polja ni pravi vektor, ampak psevdovektor, saj je definirana (npr. z Lorentzevo silo) kot vektorski produkt dveh pravih vektorjev. Razlika med enimi in drugimi se pokaže pri simetrijskih značilnostih: psevdovektorjem se pri nepravih rotacijah koordinatnega sistema spremeni predznak.

## Magnetni dipol
Narava magnetnega polja postavlja dodatno omejitev za simetrijo magnetnega polja: to ima vedno sodo število polov, od katerih jih je točno polovica severnih, polovica pa južnih. Najpreprostejše takšno polje je dipolno z enim severnim in enim južnim polom. Drugače povedano: v naravi ne obstajajo makroskopski magnetni monopoli, ampak vsak magnet vedno sestavljata severni in južni pol. V tem se magnetno polje razlikuje od električnega polja, kjer te omejitve ni (zgled je polje okrog točkastega naboja).

## Magnetni navor in magnetna sila
Magnetni navor se lahko izrazi kot vektorski produkt magnetnega dipolnega momenta pm in gostote magnetnega polja B:
{\displaystyle \mathbf {M} =\mathbf {p} _{m}\times \mathbf {B} \!\,.}
Enota za gostoto magnetnega polja: 1 N/Am = 1 Vs/m2 = 1 T (tesla)
Magnetna sila se imenuje sila, s katero deluje magnetno polje na vodnik, po katerem teče električni tok. Na vodnik dolžine l, po katerem teče tok I deluje v homogenem magnetnem polju z gostoto B sila:
{\displaystyle \mathbf {F} =I\mathbf {l} \times \mathbf {B} \!\,.}
Sila je pravokotna na smer vodnika in na smer gostote magnetnega polja. Dolžina vodnika l dobi vektorsko naravo tako, da ima smer električnega toka, ki teče po vodniku.
Magnetna sila na vodnik je odvisna od kota φ med smerjo magnetnega polja in smerjo toka. Na magnetno silo vpliva le pravokotna komponenta smeri gostote magnetnega polja, Bsinφ.
Na posamičen električni naboj e, ki se giblje s hitrostjo v v magnetnem polju z gostoto B, pa deluje sila:
{\displaystyle \mathbf {F} =e\mathbf {v} \times \mathbf {B} \!\,.}